# Костыльники (Тернопольская область)
Костыльники (укр. Костільники) — село в Золотопотокской поселковой общине Чортковского района Тернопольской области Украины.
До 2020 года входило в Бучачский район.
Код КОАТУУ — 6121283101. Население по переписи 2001 года составляло 1025 человек.

## Географическое положение
Село Костыльники находится в 1-м км от левого берега реки Днестр, ниже по течению на расстоянии в 2 км расположено село Николаевка.

## История
- Село известно с XVI века.

## Объекты социальной сферы
- Школа I—II ст.
- Клуб.
- Фельдшерско-акушерский пункт.